# أيام دراسة المسيح (رواية)
أيام دراسة المسيح (بالإنجليزية: The Schooldays of Jesus)‏ هي رواية للكاتب الجنوب أفريقي الحائز على جائزة نوبل جي إم كوتزي، نشرت عام 2016، عن دار نشر هارفيل سيكر.